# برونبرگ
برونبرگ (به لاتین: Brünberg) یک کوه در سوئیس است که در کانتون برن واقع شده‌است. برونبرگ ۲٬۹۸۲ متر بالاتر از سطح دریا واقع شده‌است.